# Kuflew
Kuflew – wieś sołecka w Polsce położona w województwie mazowieckim, w powiecie mińskim, w gminie Mrozy.
Dawniej miasto; uzyskał lokację miejską w 1531 roku, zdegradowany około 1820 roku. Kuflewo  położone było w drugiej połowie XVI wieku w powiecie garwolińskim  ziemi czerskiej województwa mazowieckiego.
Do 1954 roku istniała gmina Kuflew. W latach 1954–1972 wieś należała i była siedzibą władz gromady Kuflew. W latach 1975–1998 miejscowość administracyjnie należała do województwa siedleckiego.
| SIMC    | Nazwa            | Rodzaj    |
| ------- | ---------------- | --------- |
| 0682844 | Kuflew-Nowa Wieś | część wsi |
| 0682850 | Poduchowne       | część wsi |

Siedziba rzymskokatolickiej parafii św. Marcina i Mikołaja należącej do dekanatu siennickiego.

## Historia
Kuflew wzmiankowano po raz pierwszy w 1428 roku, jako wieś nazywaną „Stok” należącą do dóbr Jasieńczyków. W XV wieku przeszła w posiadanie Oborskich herbu Roch (Pierzchała).
Parafia została erygowana 19 stycznia 1515. Wybudowano wówczas pierwszy kościół pw. Św. Marcina i Mikołaja biskupów. Po pożarze wybudowano nowy, który został poświęcony w 1542 roku. Kolejny kościół wybudowano w latach 1620-1629, następny wzniesiony został w 1759 kosztem Rafała Ludwika Skarbka. W 1548 wzniesiono szpital i kaplicę. W początkach XIX wieku kościół parafialny wzniesiono na nowo staraniem Dąbrowskich. W 1890 został rozbudowany. Spłonął w 1991. Nowy, murowany wzniesiono w latach 1992-1993.
Kuflew otrzymał prawa miejskie w 1521 r. W drugiej połowie XVI wieku miasteczko liczyło ok. 200 mieszkańców i było ośrodkiem tkackim. W XVIII w. było własnością Skarbków. W 1810 roku liczyło 60 domów i 347 mieszkańców. Liczba ludności w 1825 roku wzrosła do 478, zaś liczba domów zmalała do 54. Po roku 1831 osada utraciła prawa miejskie. W 1883 r. parafia liczyła 2692 wiernych. W pierwszej poł. XIX wieku Kuflew był w posiadaniu Bronisława Dąbrowskiego, syna Jana Henryka Dąbrowskiego, wodza Legionów. Dobra zostały zwrócone Dąbrowskim po okresie konfiskaty w latach 1846-62, a następnie przeszły w ręce Szweycerów. W 1896 Bronisław Szweycer wybudował gorzelnię dworską.
27 października 1863 roku na polach folwarku Huta Kuflewska odbyła się jedna z bitew powstania styczniowego, w której zginęło 25 powstańców.
7 sierpnia 1943 hitlerowcy przeprowadzili pacyfikację wsi, wielu mieszkańców rozstrzelali, a zabudowę spalili.

## Zabytki

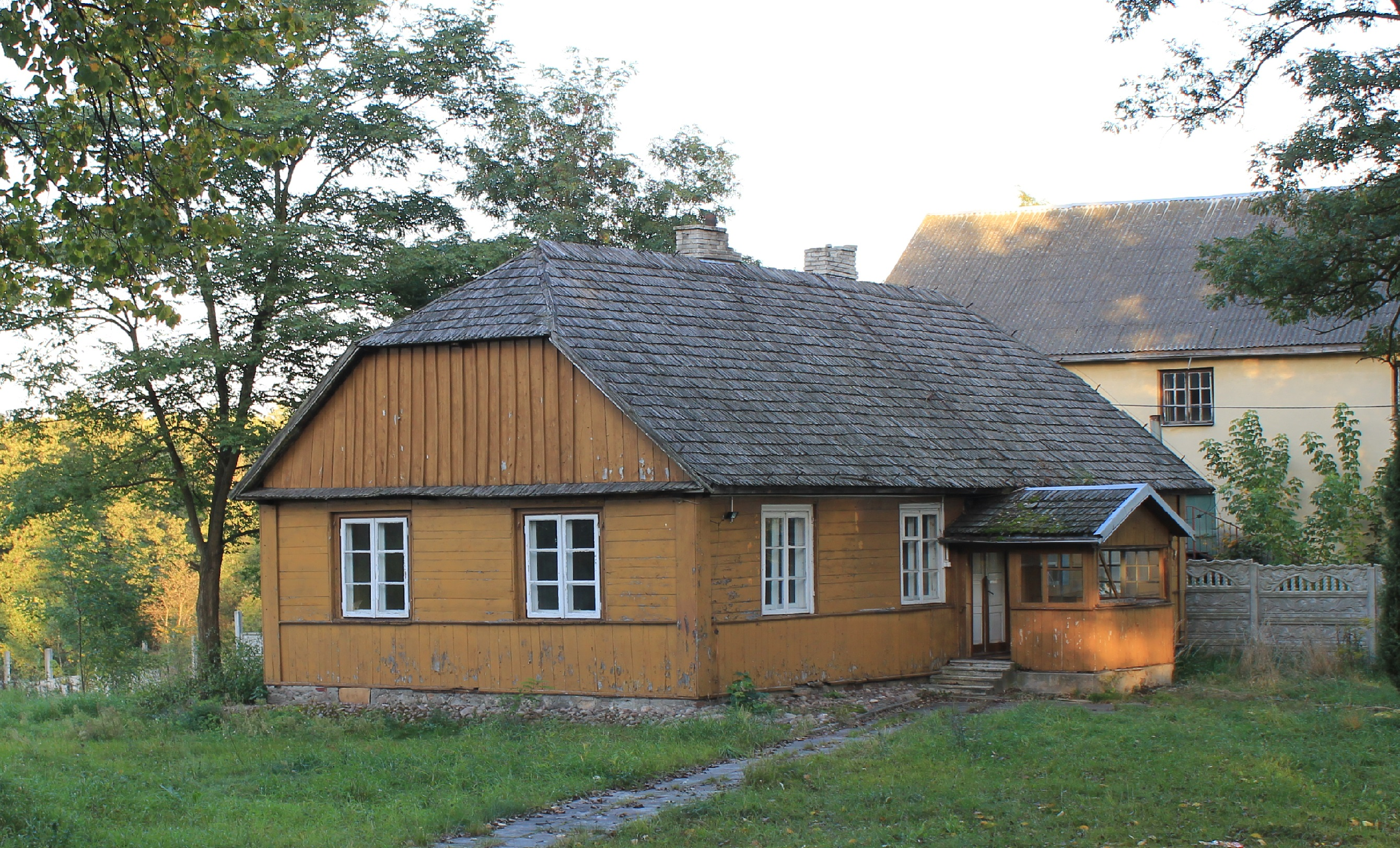
Organistówka w Kuflewie z około 1900 roku.

- barokowa dzwonnica z 1759 roku, położona w pd-zach. narożniku ogrodzenia. Murowana z cegły, tynkowana, na planie trójkąta. W górnej części ponad daszkiem okapowym znajdują się z trzech stron półkoliste przeźrocza. Dach namiotowy kryty dachówką.
- Barokowa figura Św. Jana Nepomucena z piaskowca ufundowana w 1777 roku dla uczczenia pamięci Franciszka Kosowskiego, proboszcza kuflewskiego zmarłego w 1777 roku. Figura znajduje się przy wejściu do kościoła, otoczonym kilkusetletnimi lipami.
- Plebania – dom parafialny w stylu pałacowym  z 1904 roku, wybudowany przez ks. Bojanka i hrabinę Skarbkową.
- Resztki parku krajobrazowego z początków XIX w. z dwiema alejami lipowymi i okazami dębów, grabów. W skład pierwszej alei lipowej wchodzi 57 lip drobnolistnych, grab i sosna wejmutka. W skład drugiej alei – 21 lip i 9 dębów szypułkowych. na końcu alei lipowej znajduje się „kopiec pieska”, czyli grób psa hrabiny Weroniki Dąbrowskiej .
- Dworek – dawniej w jego miejscu stał drewniany dwór obronny. Otoczony był napełnionym wodą rowem, którego fragment widoczny jest w parku kuflewskim. Na początku XIX wieku wybudowano w tym miejscu nowy, murowany dwór, w którym po wojnie mieściła się szkoła podstawowa, potem ośrodek zdrowia, później własność prywatna.
- Jedenastometrowa ceglana kolumna św. Antoniego znajdująca się na wzgórzu parku kuflewskiego, na jej szczycie znajduje się figurka św. Antoniego wykonana z włoskiego białego marmuru. Ufundowała ją hrabina Weronika Dąbrowska w podzięce za wyrzucenie Rosjan z jej majątku w 1864 roku.